# Cutting Crew
Cutting Crew was een Britse band die ontstond in 1985. De band bestond uit zanger Nick Van Eede, gitarist Kevin Scott MacMichael, bassist Collin Farley en drummer Tony Moore.
Hun grootste hit was (I just) died in your arms (1986). Deze bereikte in thuisland het Verenigd Koninkrijk de 4e positie in de UK Singles Chart. In de Verenigde Staten werd zelfs de nummer 1-positie in de Billboard Hot 100 bereikt. In Nederland werd de 9e positie in de Nederlandse Top 40 en de 16e positie in de Nationale Hitparade bereikt. In de Europese hitlijst op Radio 3, de TROS Europarade, werd de 16e positie bereikt.
In België werd de 19e positie in zowel de Vlaamse Ultratop 50 als de Vlaamse Radio 2 Top 30 behaald.
In 2007 voorzag Mika het nummer van een nieuwe tekst en bracht het opnieuw op single uit als Relax, Take It Easy.
Zonder veel overig commercieel succes bleef Cutting Crew tot 1993 bestaan. In 2006 blies Van Eede de band, nu in compleet andere samenstelling, nieuw leven in.

## Discografie

### Albums
| Album met eventuele hitnotering(en) in de Nederlandse Album Top 100 | Datum van verschijnen | Datum van binnenkomst | Hoogste positie | Aantal weken | Opmerkingen   |
| ------------------------------------------------------------------- | --------------------- | --------------------- | --------------- | ------------ | ------------- |
| Broadcast                                                           | 1986                  | -                     |                 |              |               |
| The Scattering                                                      | 1989                  | -                     |                 |              |               |
| Compus mentus                                                       | 1992                  | -                     |                 |              |               |
| The best of Cutting Crew                                            | 2003                  | -                     |                 |              | Verzamelalbum |
| Grinning souls                                                      | 2006                  | -                     |                 |              |               |

## Singles
| Single met eventuele hitnotering(en) in de Nederlandse Top 40 | Datum van verschijnen | Datum van binnenkomst | Hoogste positie | Aantal weken | Opmerkingen                                              |
| ------------------------------------------------------------- | --------------------- | --------------------- | --------------- | ------------ | -------------------------------------------------------- |
| (I just) died in your arms                                    | 1986                  | 08-11-1986            | 9               | 7            | #16 in de Nationale Hitparade / TROS Paradeplaat Radio 3 |

### NPO Radio 2 Top 2000
| Nummer met noteringen in de NPO Radio 2 Top 2000 | '99  | '00  | '01  | '02  | '03  | '04  | '05-'22 | '23  | '24  |
| ------------------------------------------------ | ---- | ---- | ---- | ---- | ---- | ---- | ------- | ---- | ---- |
| (I Just) Died in Your Arms                       | 1252 | 1213 | 1674 | 1688 | 1967 | 1760 | -       | 1631 | 1782 |

1. ↑  Een '-' betekent dat het nummer niet was genoteerd en een vetgedrukt getal geeft de hoogste notering aan.